# Serruria brownii
Serruria brownii,  es una especie de arbusto   perteneciente a la familia  Proteaceae. Es originaria de Sudáfrica.

## Descripción
Serruria brownii es un arbusto que alcanza un tamaño de 30 a 50 cm de altura, a una altitud de 150 a 600 m s. n. m. en Sudáfrica.

## Taxonomía
Serruria brownii fue descrita por  Carl Meissner  y publicado en Prodromus Systematis Naturalis Regni Vegetabilis 14: 290 1856.
Etimología
Serruria el nombre del género fue nombrado en honor de J. Serrurier que fue profesor de Botánica de la Universidad de Utrecht, a principios del siglo XVIII.